# Oskořínek
Oskořínek je obec v okrese Nymburk ve Středočeském kraji. Leží asi sedm kilometrů severovýchodně od Nymburka. Je součástí Mikroregionu Nymbursko. Žije zde 564 obyvatel a katastrální území má rozlohu 562 hektarů. Její nadmořská výška činí okolo 204 metrů.

## Název
Název vesnice vznikl jako zdrobnělina staršího jména Oskořín (například Woskorzin v roce 1545) ve významu Oskorův dvůr. Oskora bylo osobní jméno, jehož základem je staroslověnské slovo skorЪ (rychlý). V obci samotné ale existuje názor, že její název pochází od dřeviny oskoruše nebo oskeruše, což je druh jeřábu, který tu prý kdysi hojně rostl.

## Historie
První písemná zmínka o vesnici pochází z roku 1451.
Název potoka Ronovka protékajícího obcí ze západu na východ i hlavní ulice Ronovská připomínají souvislost lokality s rodem Křineckých z Ronova. Těm patřila v 16. století, kdy tu nechali postavit tvrz nazývanou Nový Ronov nebo jen Ronov. Na jejím místě pak koncem 17. století nechali Morzinové, další z řady majitelů panství, vybudovat barokní zámek Nový Ronov s rozlehlým hospodářským dvorem, včetně parku s bažantnicí a barokními sochami. Po roce 1857 byl ale zámek přestavěn na cukrovar. Pro zpracování řepy byla vybudována řepařská drážka vedoucí až do Vlkavy.
Zámek byl ve 30. letech 20. století zbořen, částečně se dochovaly jen pozůstatky někdejšího hospodářského dvora (ulice Ve Dvoře, kde sídlí i obecní úřad).
První silnice vedla z Oskořínka do Všechlap s připojenim na státní silnici v roce 1867 (do této doby zde byly jen polní cesty). Roku 1881 zde byla postavena železniční trať jako dráha obchodní společnosti. V roce 1908 byla v obci otevřená první pošta a telefonní spojení bylo zavedeno v roce 1925. Po druhé světové válce bylo v obci založeno JZD.
V obci Oskořínek (800 obyvatel, poštovní úřad, telegrafní úřad, telefonní úřad, četnická stanice) byly v roce 1932 evidovány tyto živnosti a obchody: cihelna, drůbežárna, holič, 6 hostinců, chemická továrna, jednatelství, kapelník, kolář, 2 kováři, 2 krejčí, 3 obuvníci, pekař, pohřební ústav, pokrývač, porodní asistentka, rolník, 3 řezníci, 5 obchodů se smíšeným zbožím, spořitelní a záložní spolek pro Oskořínek, šrotovník, 2 trafiky, 3 truhláři, zámečník.

## Obyvatelstvo
| Rok            | 1869 | 1880  | 1890  | 1900 | 1910 | 1921 | 1930 | 1950 | 1961 | 1970 | 1980 | 1991 | 2001 | 2011 | 2021 |
| -------------- | ---- | ----- | ----- | ---- | ---- | ---- | ---- | ---- | ---- | ---- | ---- | ---- | ---- | ---- | ---- |
| Počet obyvatel | 969  | 1 074 | 1 061 | 830  | 827  | 876  | 764  | 710  | 703  | 650  | 611  | 540  | 511  | 535  | 533  |
| Počet domů     | 134  | 143   | 152   | 148  | 153  | 157  | 195  | 217  | 205  | 201  | 195  | 211  | 218  | 223  | 231  |

## Obecní správa
V letech 1850–1928 a od 1. ledna 1980 do 31. prosince 1991 k obci patřil Nový Dvůr a od 1. ledna 1980 do 31. prosince 1991 také Hrubý Jeseník a Chleby.

### Územněsprávní začlenění
Dějiny územněsprávního začleňování zahrnují období od roku 1850 do současnosti. V chronologickém přehledu je uvedena územně administrativní příslušnost obce v roce, kdy ke změně došlo:
- 1850 země česká, kraj Jičín, politický i soudní okres Nymburk[11]
- 1855 země česká, kraj Mladá Boleslav, soudní okres Nymburk
- 1868 země česká, politický okres Poděbrady, soudní okres Nymburk
- 1936 země česká, politický i soudní okres Nymburk[12]
- 1939 země česká, Oberlandrat Kolín, politický i soudní okres Nymburk[13]
- 1942 země česká, Oberlandrat Hradec Králové, politický i soudní okres Nymburk[14]
- 1945 země česká, správní i soudní okres Nymburk[15]
- 1949 Pražský kraj, okres Nymburk[16]
- 1960 Středočeský kraj, okres Nymburk
- 2003 Středočeský kraj, okres Nymburk, obec s rozšířenou působností Nymburk

### Obecní symboly
Znak a vlajka byly obci uděleny rozhodnutím předsedy Poslanecké sněmovny Parlamentu České republiky dne 14. března 2002.

## Doprava
Dopravní síť
- Pozemní komunikace: do obce vedou silnice III. třídy.

- Železnice: obec protíná železniční trať 061 Nymburk – Křinec – Kopidlno – Jičín. Je to jednokolejná celostátní trať, doprava byla zahájena roku 1881. V obci je stejnojmenná zastávka.

Veřejná doprava 2011
- Autobusová doprava: v obci zastavovaly autobusové linky Nymburk–Rožďalovice (v pracovní dny 3 spoje) a Nymburk–Loučeň (v pracovní dny 5 spojů) (dopravce Okresní autobusová doprava Kolín, s. r. o.).

- Železniční doprava – po trati 061 projíždělo v pracovní dny 16 osobních a 1 spěšný vlak, o víkendu 13 osobních a 1 spěšný vlak.

## Pamětihodnosti
Přímo v Oskořínku lze najít u hlavní ulice barokní sochu svatého Jana Nepomuckého, stojící mezi dvěma památnými lípami. Nedaleko, uprostřed křižovatky, je další barokní socha svatého Antonína. Další zajímavosti jsou na hranici se sousedním Hrubým Jeseníkem a také v blízkém okolí:
- barokní socha Immaculaty, pozůstatek z někdejšího zámeckého parku,[18]
- ulice s památnou lipovou alejí vedoucí k baroknímu kostelu svatého Václava z roku 1769 v Hrubém Jeseníku,[19]
- místo nazývané U tří mostů, kde jsou blízko vedle sebe tři mosty přes potok Ronovku (nejstarší kamenný pro polní cestu, most řepařské železnice a nejmladší železniční),[20]
- rozhledna Romanka

## Fotogalerie

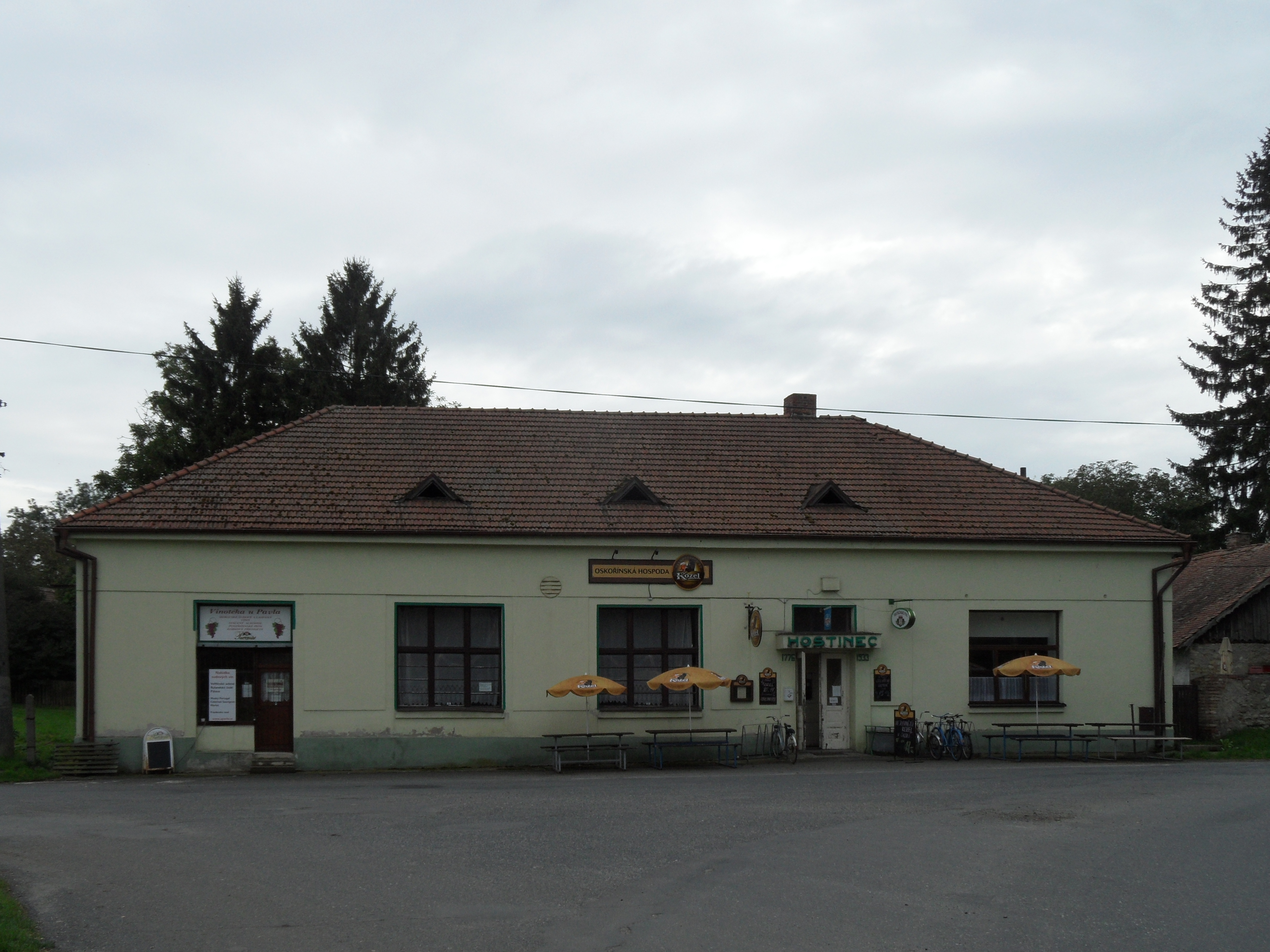
Hostinec u Janstů
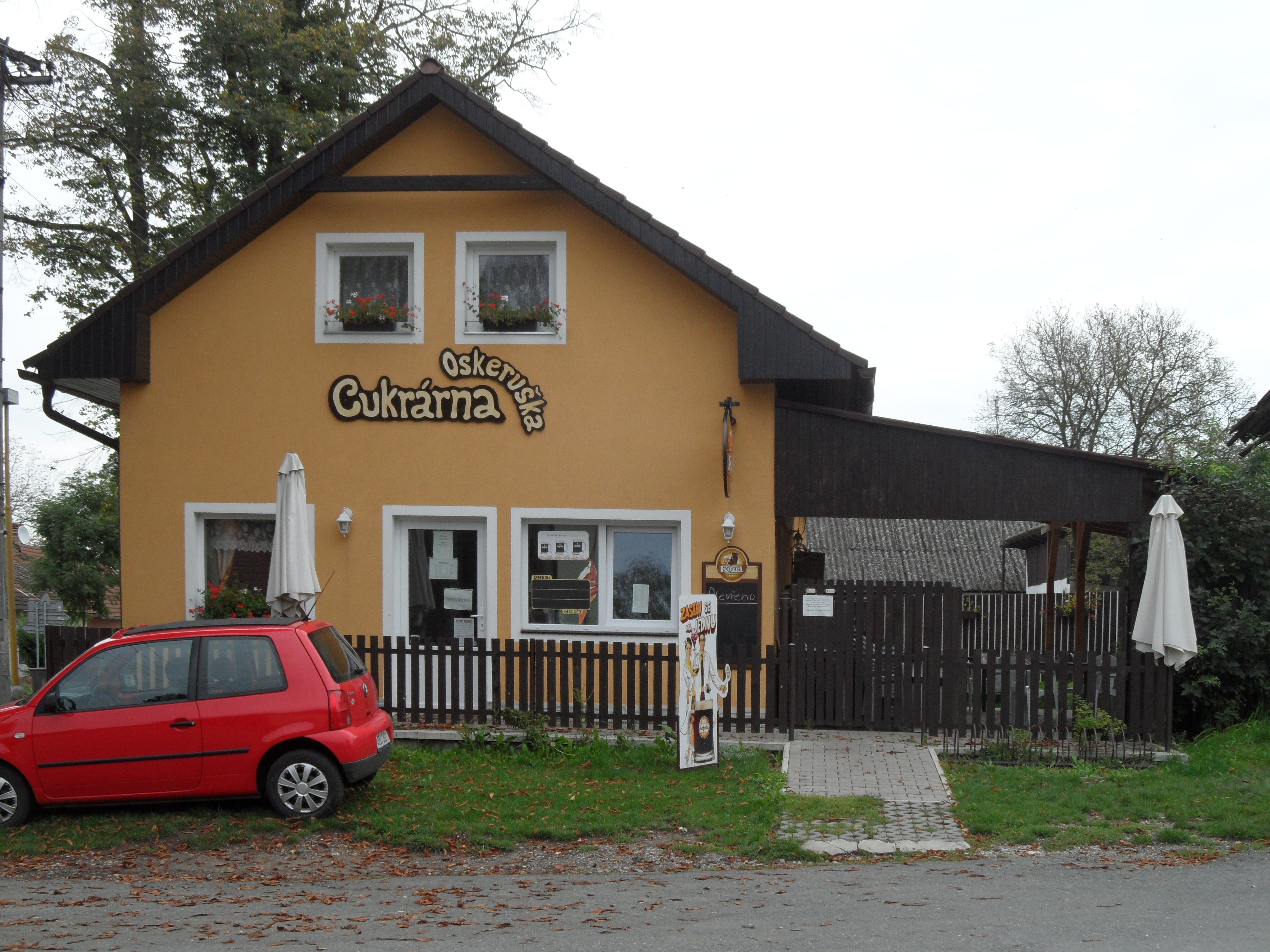
Cukrárna Oskeruška
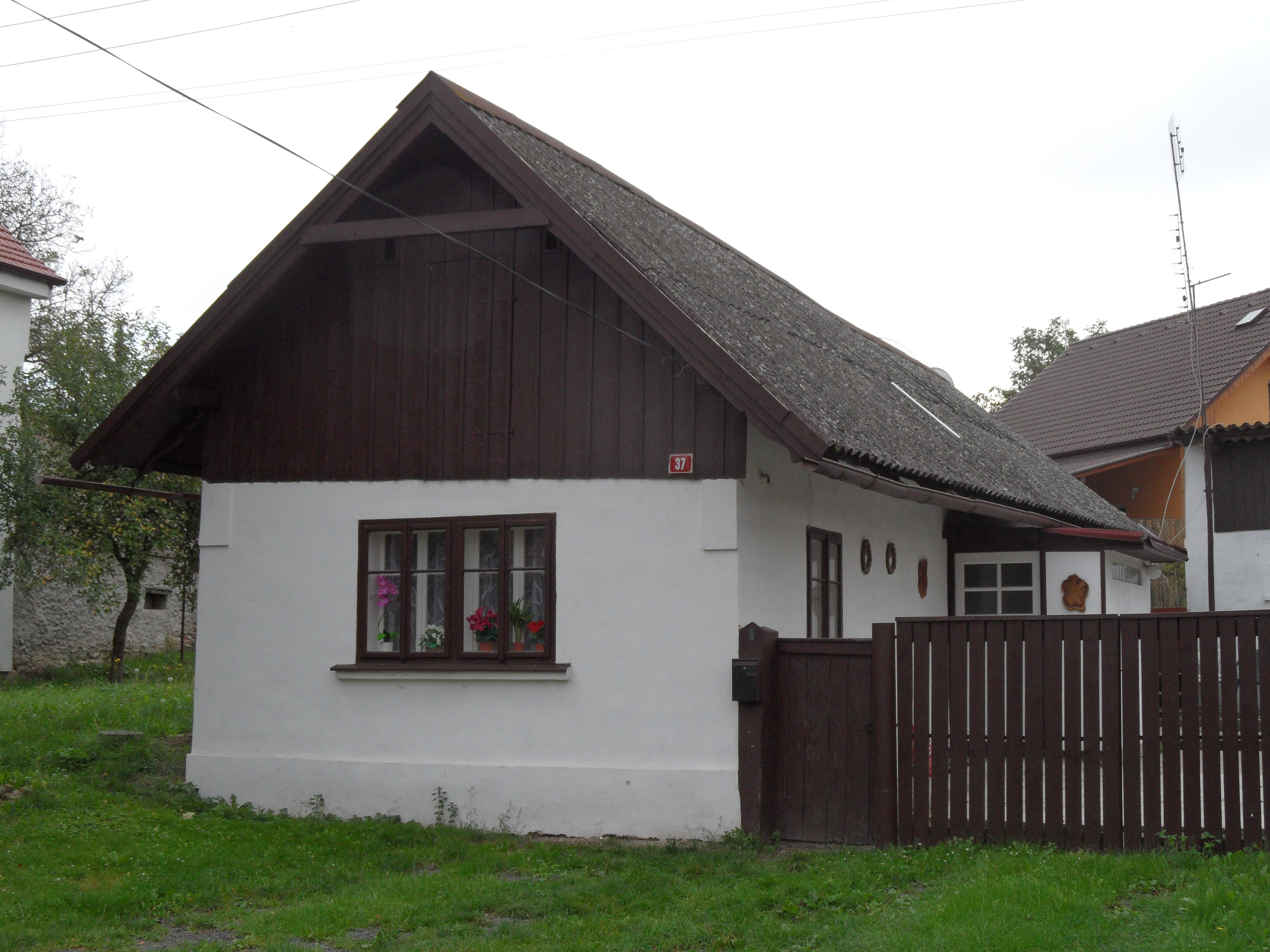
Venkovské stavení
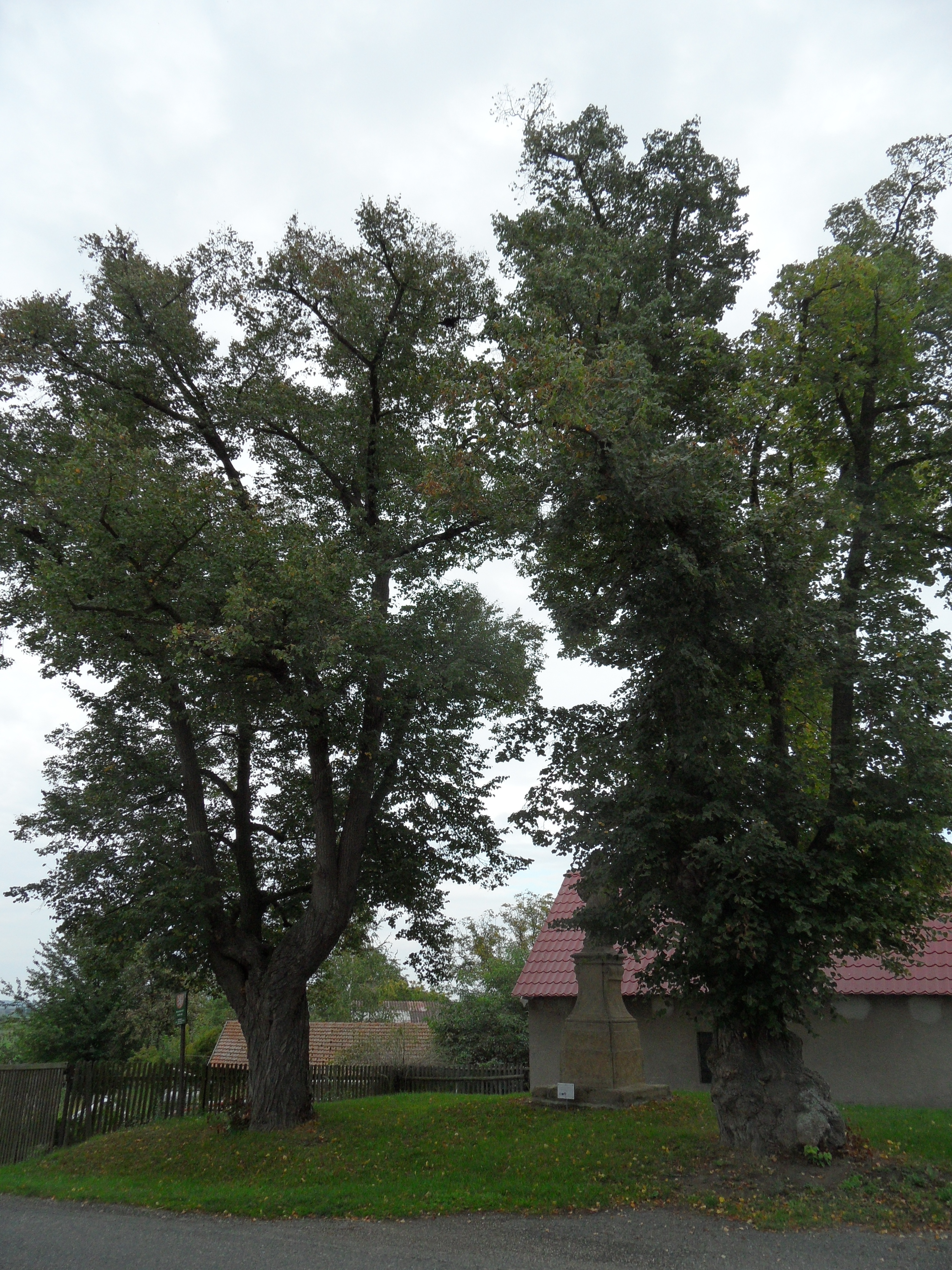
Památné stromy: dvě lípy malolisté
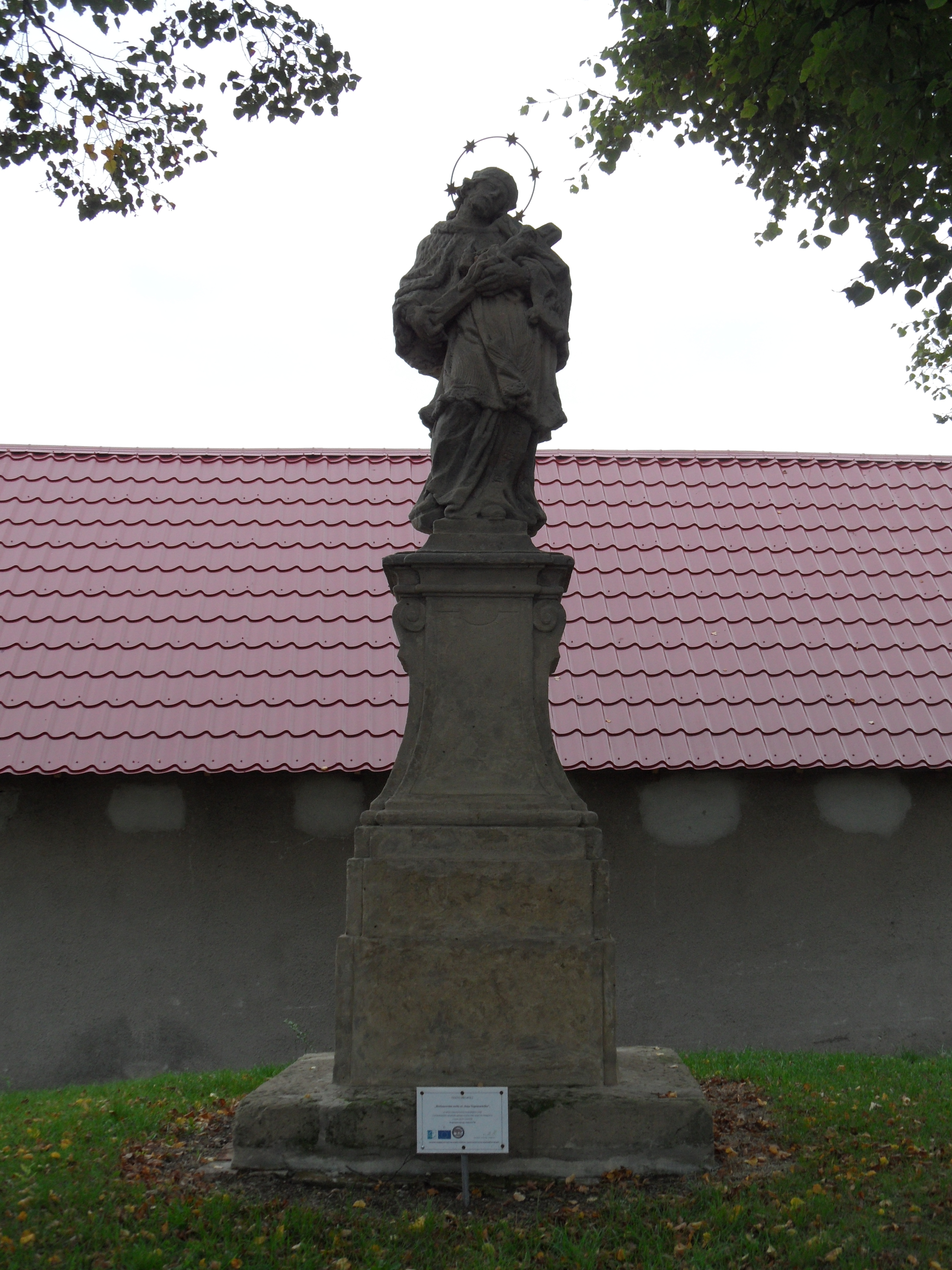
Socha sv. Jana Nepomuckého
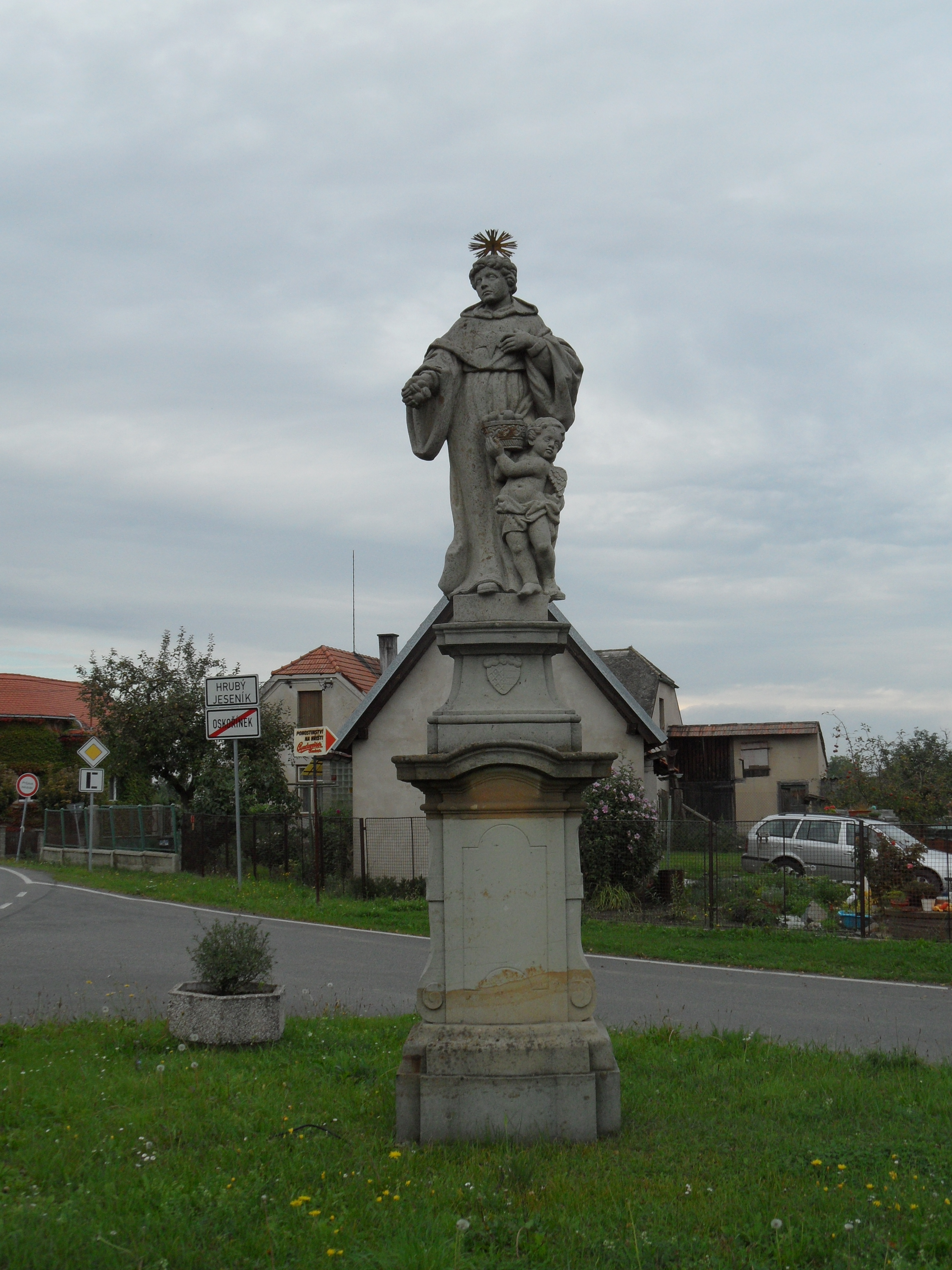
Socha svatého Antonína (uprostřed křižovatky)
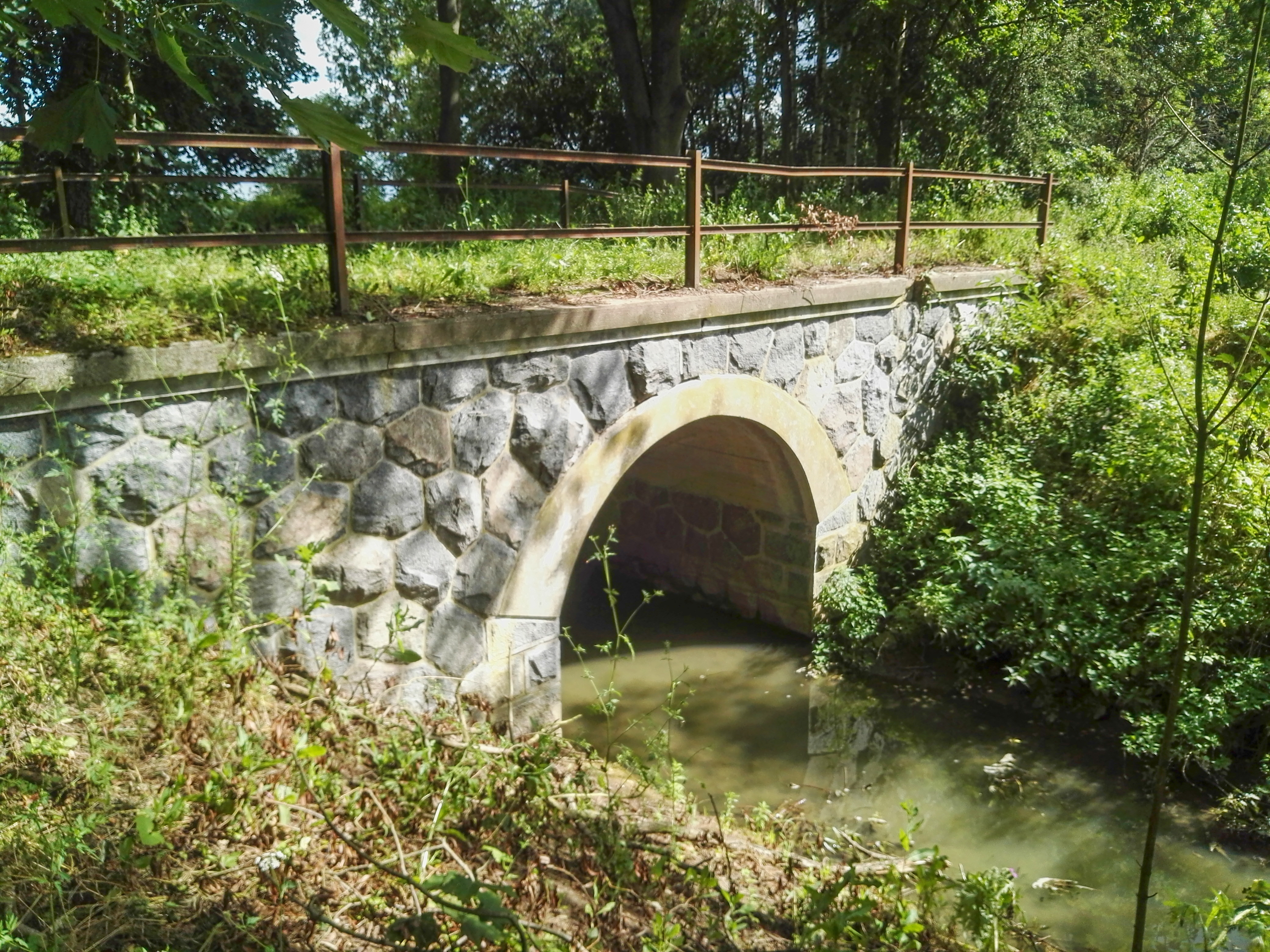
U tří mostů: most přes Ronovku pro polní cestu